# Rhipidura cockerelli
Rhipidura cockerelli là một loài chim trong họ Rhipiduridae.